# Uniwersytet Jamesa Cooka
Uniwersytet Jamesa Cooka, James Cook University – australijska państwowa uczelnia wyższa z siedzibą w Townsville. 
Powstała w 1970 roku i cieszy się opinią najlepszej szkoły wyższej w północnej części stanu Queensland. Patronem uczelni jest James Cook, brytyjski żeglarz i odkrywca Nowej Południowej Walii. Specjalnością uniwersytetu są badania związane z klimatem tropikalnym, które znacznie ułatwia fakt, iż uczelnia położona jest w strefie tego właśnie klimatu. Poza swoim głównym kampusem w Townsville, uniwersytet posiada również ośrodki w Cairns i Singapurze. Ponadto należy do niego ponad 20 instytutów i stacji badawczych zlokalizowanych w innych miejscach. Uczelnia kształci ok. 15 tysięcy studentów. 

## Struktura
Uniwersytet podzielony jest na cztery wydziały:
- Wydział Sztuk, Edukacji i Nauk Społecznych
- Wydział Prawa, Biznesu i Sztuk Kreatywnych
- Wydział Medycyny, Zdrowia i Nauk Molekularnych
- Wydział Nauk Ścisłych, Inżynierii i Technologii Informacyjnych

## Galeria

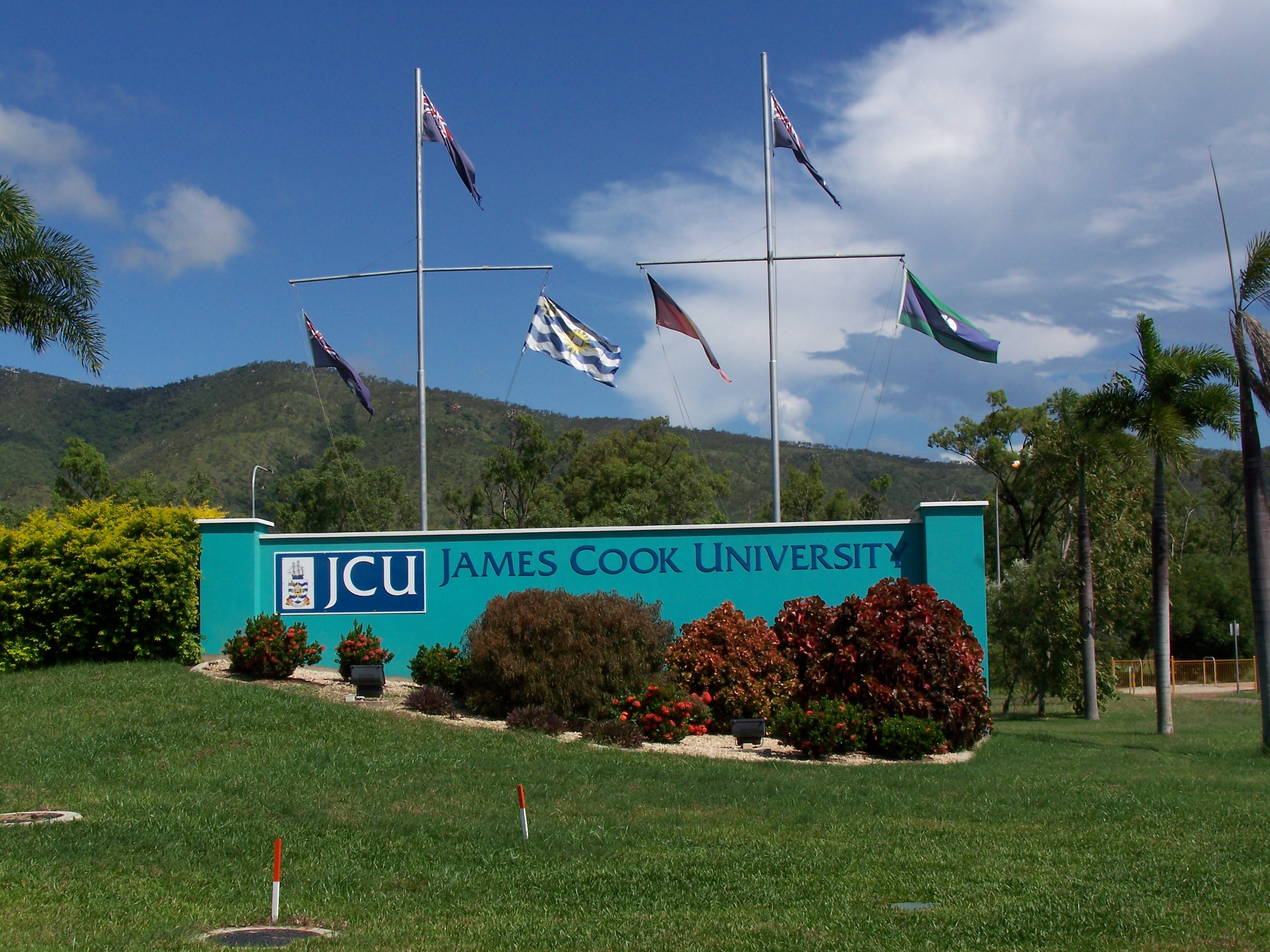
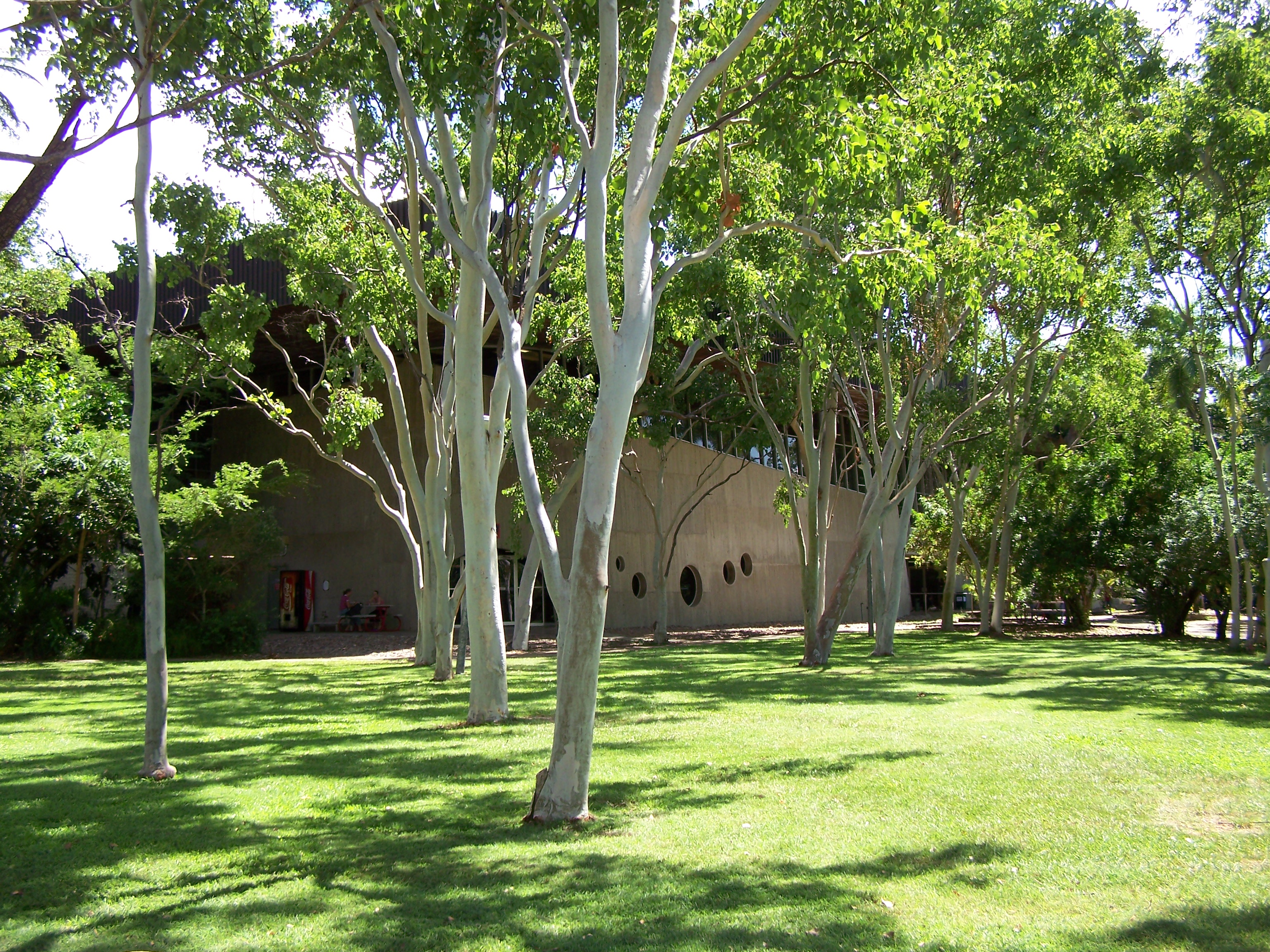
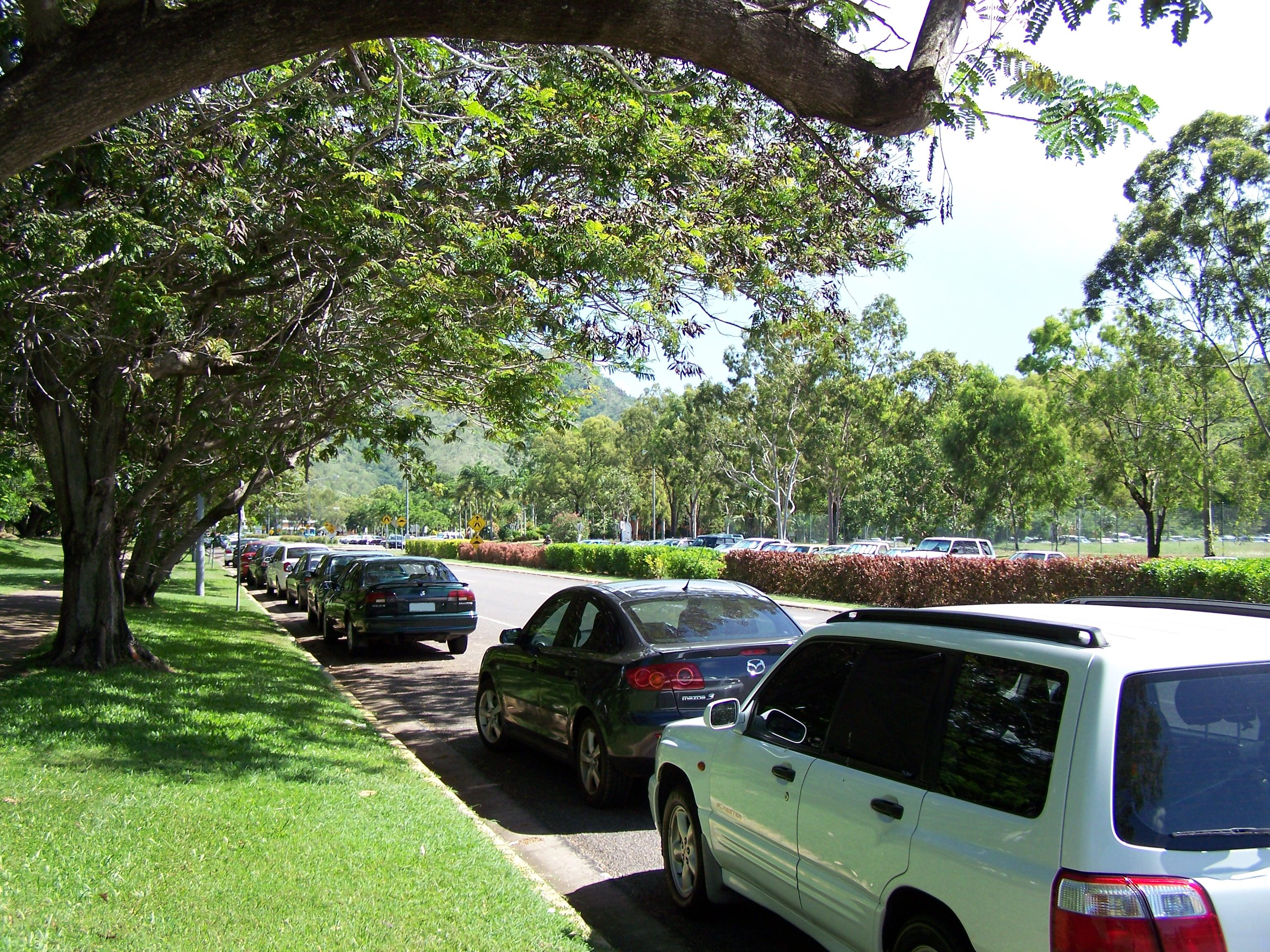
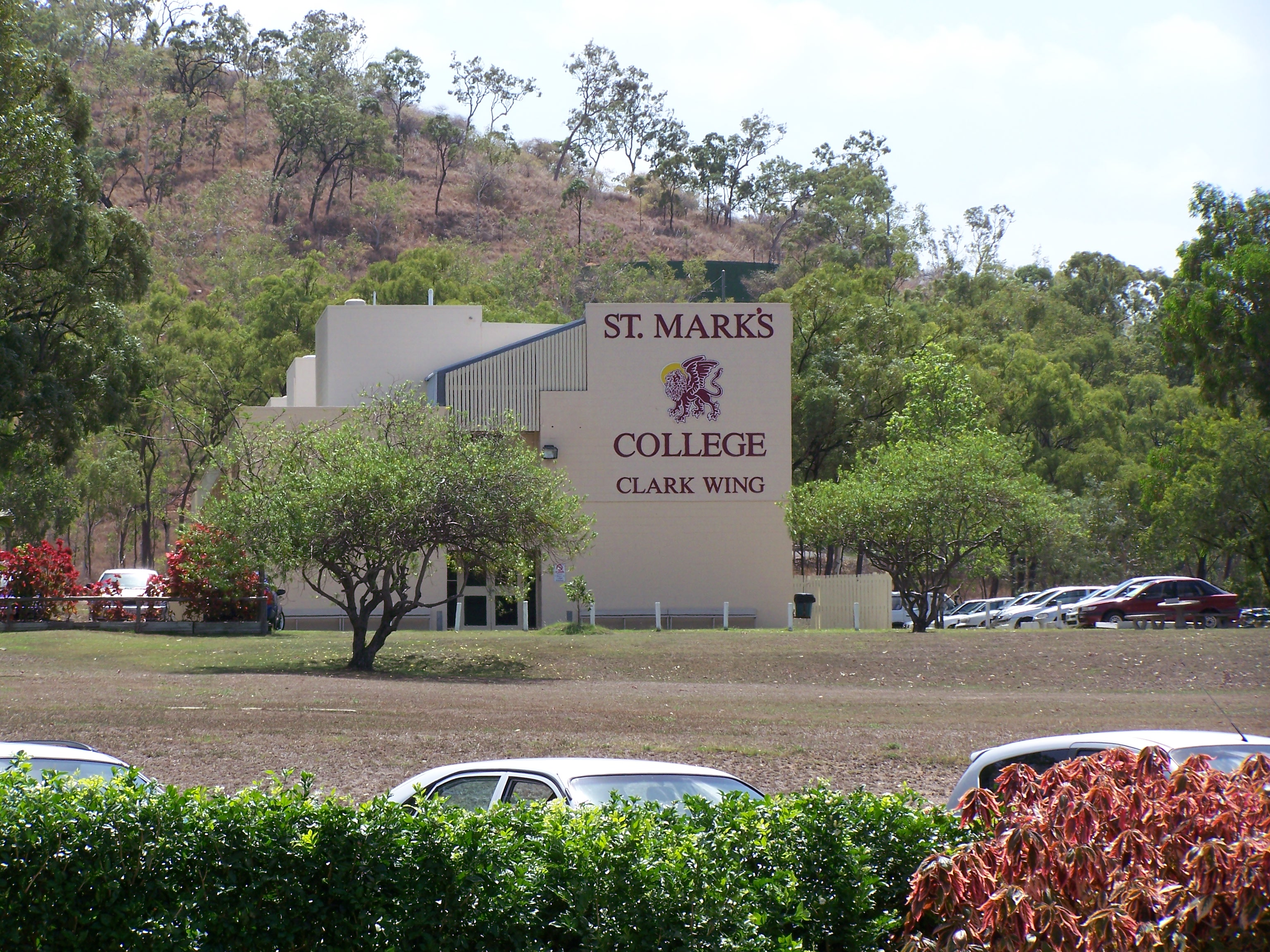
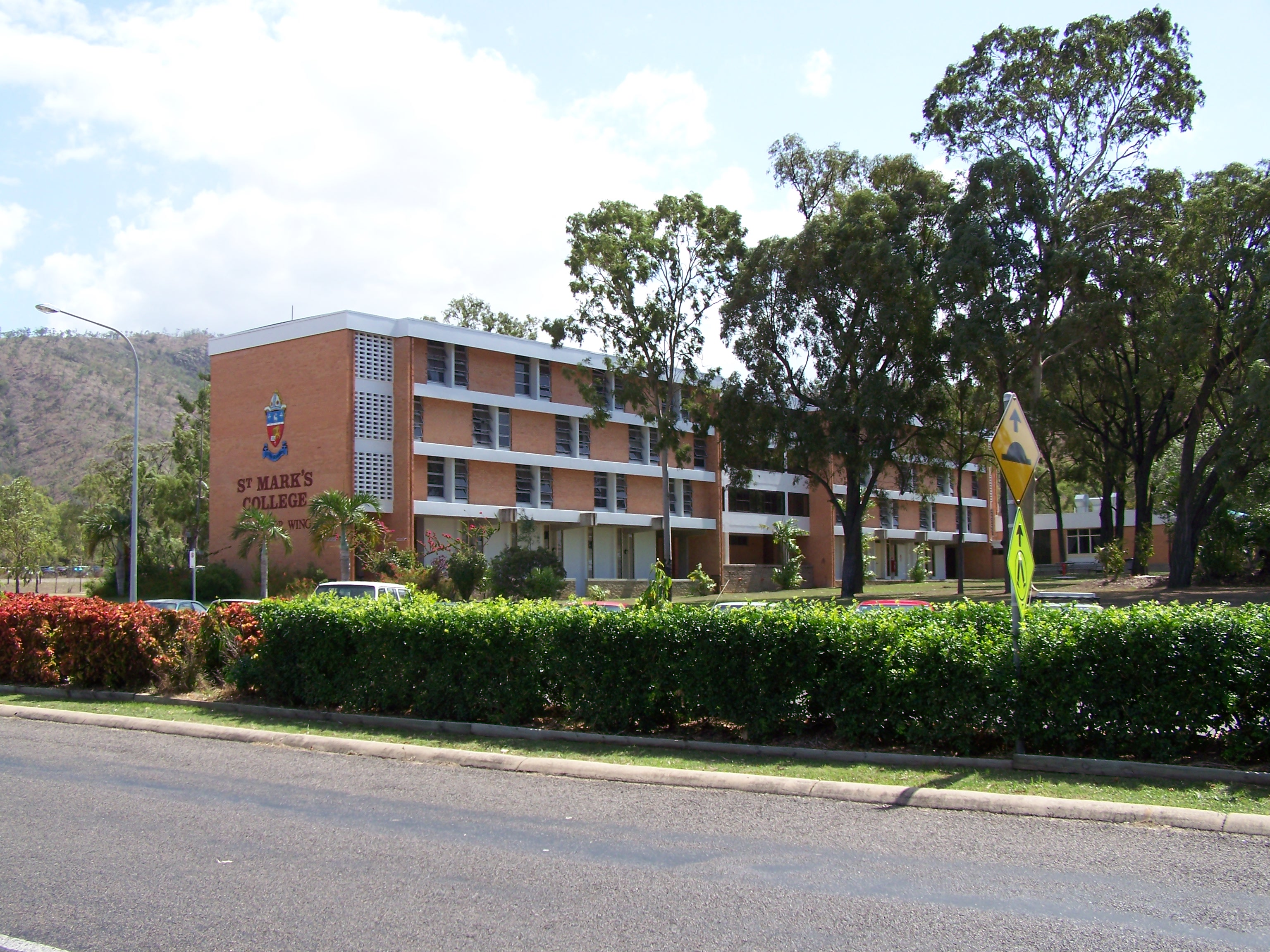
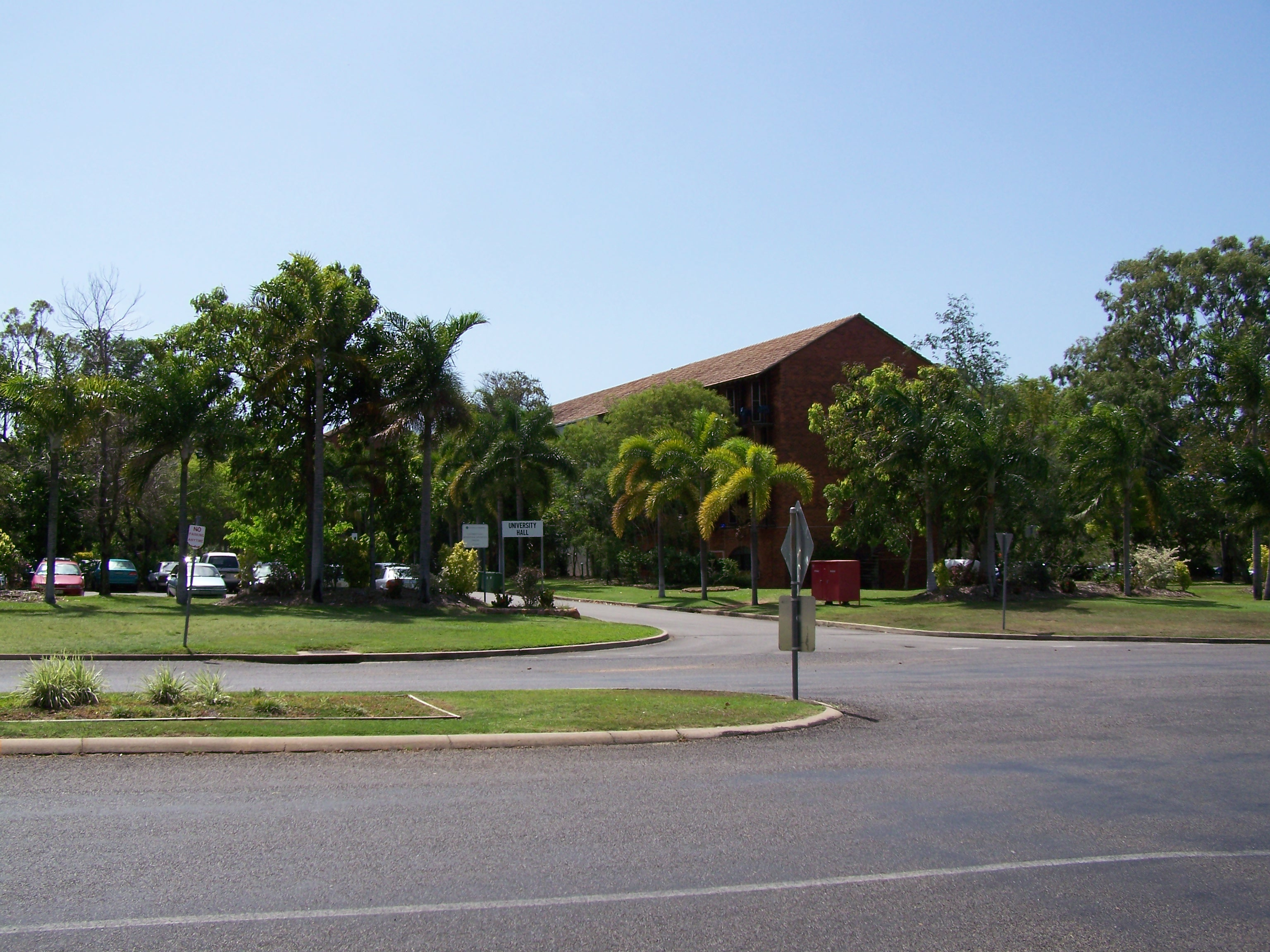